# Rudolf Lenk von Wolfsberg

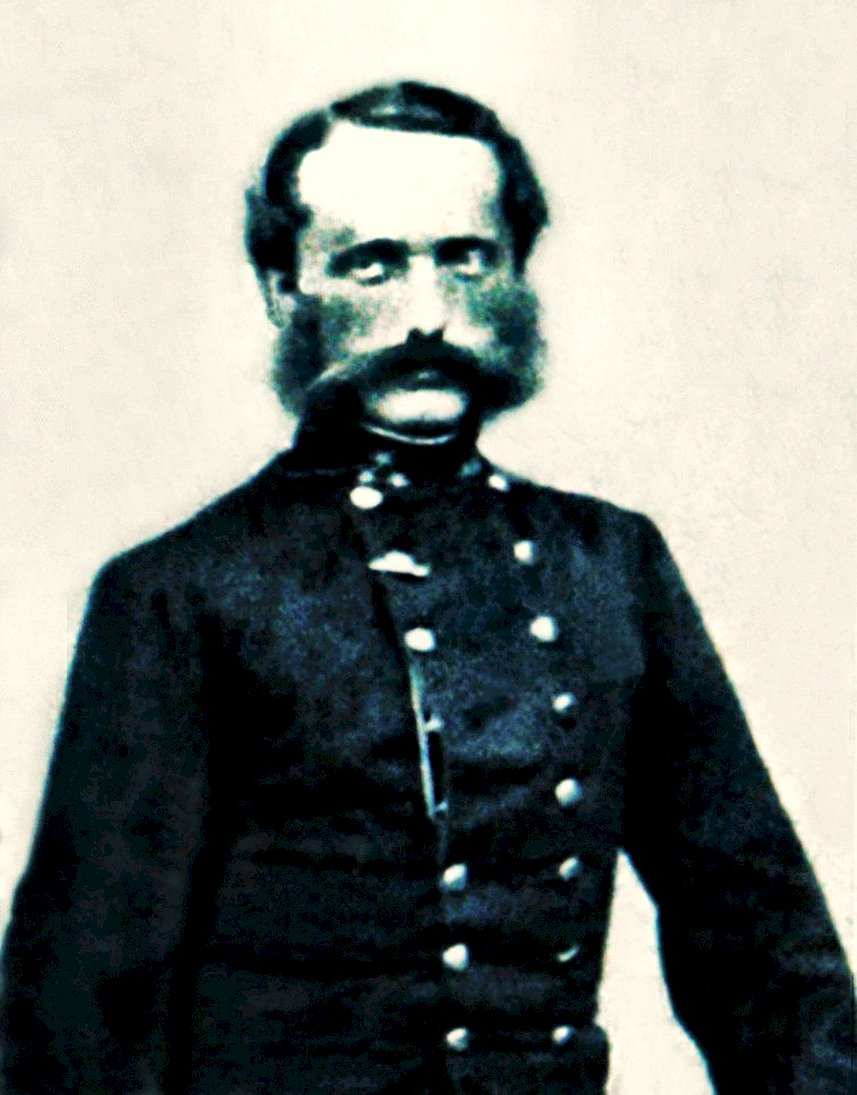
Feldmarschalleutnant Rudolf Freiherr Lenk von Wolfsberg 1866/67

Freiherr Rudolf Lenk von Wolfsberg (* 11. August 1834 in Mainz; † 25. März 1907 in Wien) war ein österreichischer Offizier (Feldmarschallleutnant) aus der Familie Lenk von Wolfsberg.

## Biographie

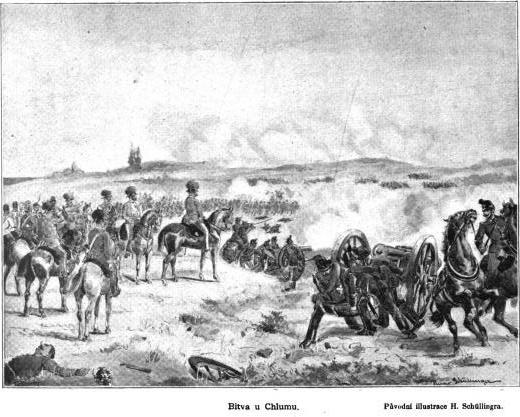
Schlacht bei Königgrätz

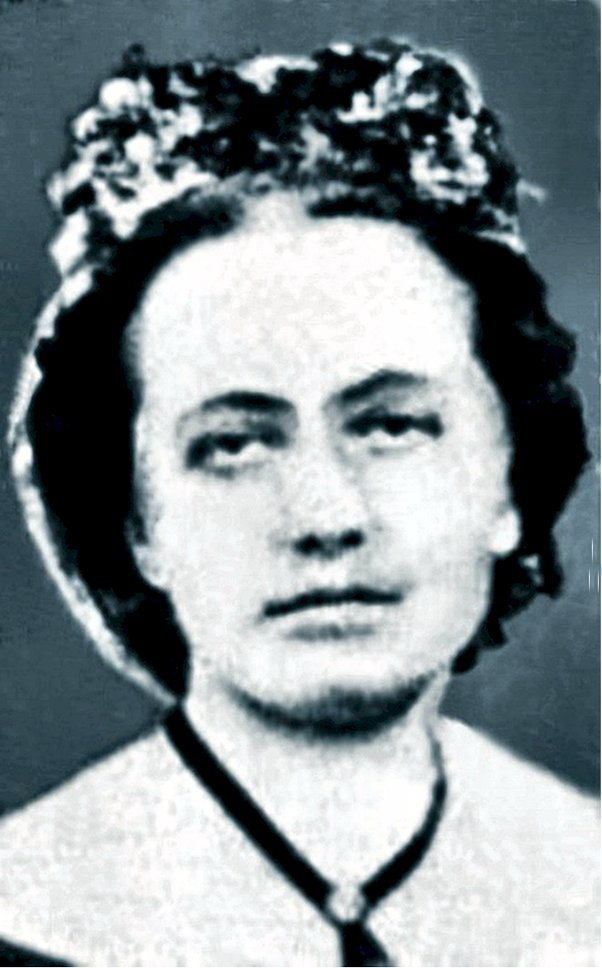
Hemma von Josch um 1866

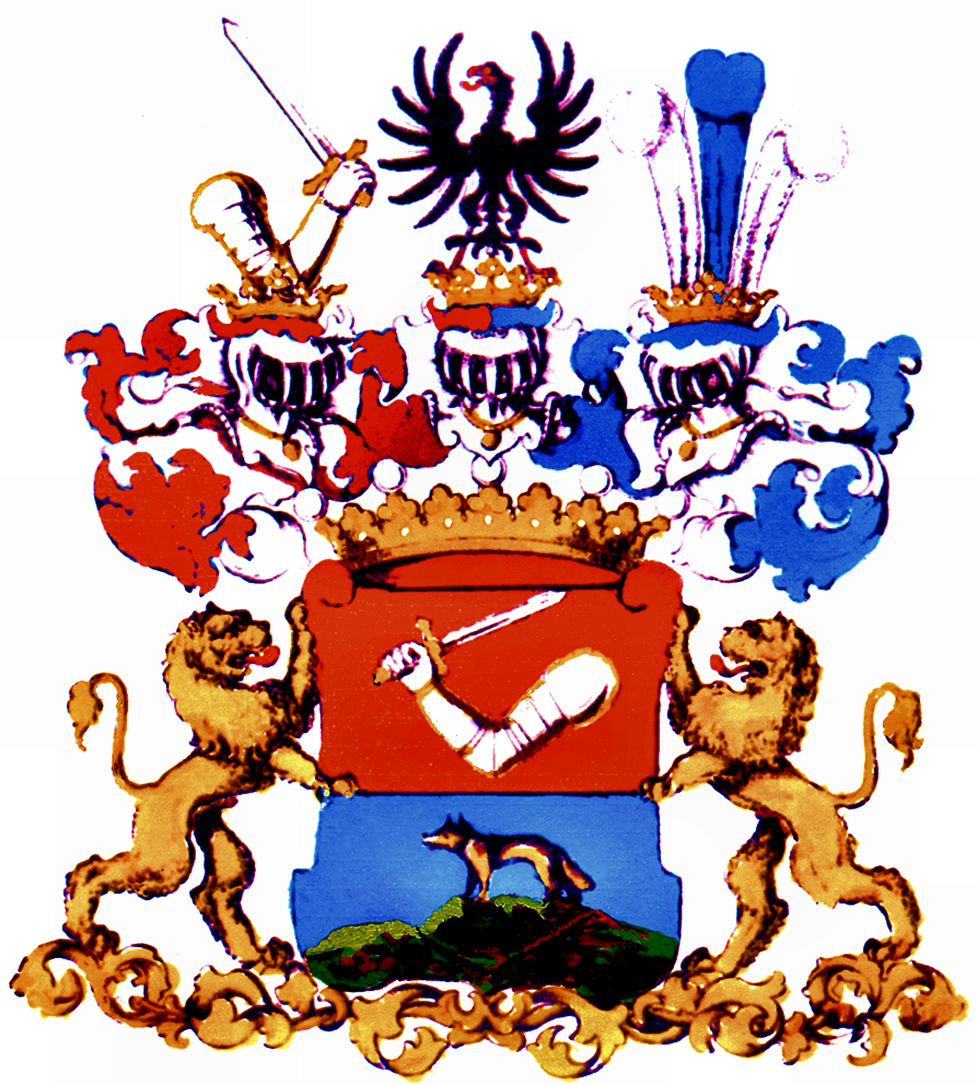
Wappen der Freiherren Lenk von Wolfsberg 1829

Der Sohn des Feldzeugmeisters Wilhelm Freiherr Lenk von Wolfsberg kam am 1. Oktober 1846 in die Theresianische Militärakademie in der Wiener Neustadt, wurde bei der Ausmusterung zum Leutnant ernannt und zum Pionier-Korps übersetzt., ab dem 3. Juni 1854 dem Generalstab zugeteilt, wurde der Freiherr durch Allerhöchstes Befehlsschreiben auf Grund seiner Leistungen am 5. November 1855 in die Kriegsschule aufgenommen. Nach Absolvierung der Kriegsschule wurde er am 25. Oktober 1857 zum Oberleutnant beim 2. Feldjägerbataillon befördert, in diesem Rang  1858/1859 zu Militär-Mappierungsarbeiten nach Ungarn abkommandiert und am 8. April 1859 zum Hauptmann befördert. Rudolf beteiligte sich als Generalstabsoffizier des Generalstabskommandos in Verona am Feldzug in Italien 1859 und wurde im Treffen von Trautenau schwer verwundet.
Nach dem Friedensschluss kam Lenk in das Landesbeschreibungsbüro des Inlandes, 1861 in die Generalstabsabteilung des 3. Korps, ab 1. September 1863 im Infanterieregiment Nr. 1, sodann 1865 in das Eisenbahnbüro des Generalstabs. Unterbrochen wurde diese Tätigkeit durch die Teilnahme am Feldzug von 1866 bei der Nordarmee und wurde ob seiner Tapferkeit am 3. Oktober 1866 das  Militärverdienstkreuz mit der Kriegsdekoration(KD.) sowie am 12. Oktober 1866 für seine an den Tag gelegte aufopfernde Tätigkeit, Umsicht, wie auch für seine sonstigen Verdienste während der Kriegsepoche mit der Allerhöchsten belobenden Anerkennung ausgezeichnet.  Am 1. Dezember 1866 wieder zum Infanterieregiment Kaiser Franz Joseph Nr. 1 transferiert, erfolgte am 1. Juli 1867 seine Rückversetzung zum Generalstab. Am 4. Juli des Jahres rückte er zum Major des Generalstabes im Korps vor und wurde am 1. Mai 1872 zum Oberstleutnant im Feldartillerieregiment Nr. 13. Danach war Rudolph Generalstabschef beim 1. Truppendivisionskommando in Wien, wo auch noch am 1. Mai 1873 die Ehrung mit der Kriegsmedaille folgte. Am 25. März 1875 wurde er zum Artilleriechef bei der 18. Infanterietruppendivision und mit Rang vom 15. Mai 1875 zum Oberst ernannt und zeitweilig Vorstand des Büros für die militärische Beschreibung des Auslands. Dann wurde er zum Artilleriestab übersetzt und Artilleriechef der 18. Infanterietruppendivision beim Militärkommando in Zara (Zadar), sodann am 27. Juli 1878 zum Etappenkommandant in (Bosanski) Brod beordert. In Anerkennung seiner hervorragenden Dienste bei der Okkupation Bosniens und der Herzegowina wurde er am 3. Dezember 1878 mit dem Orden der Eisernen Krone 3. Klasse mit Kriegsdekoration ausgezeichnet.
Lenk wurde am 2. April 1880 zum Artilleriedirektor beim Generalkommando in Graz ernannt und am 1. November 1880 (mit Rang vom 8. Mai des Jahres) auf diesem Dienstposten zum Generalmajor befördert und am 1. Januar 1883 Artilleriedirektor beim 3. Korps. Schließlich wurde er am 9. März 1885 zum Kommandanten der 30. Infanterietruppendivision in Lemberg, und mit Rang vom 25. Oktober des Jahres, auf diesem Dienstposten zum Feldmarschalleutnant befördert.
Seit 1. Februar 1888 krankheitshalber mit Wartegebühr beurlaubt, trat der Freiherr mit 1. August 1893 in den Ruhestand und zog sich nach Troppau zurück.

## Familie
Rudolf Lenk von Wolfsberg heiratete am 8. Januar 1866 in der Dompfarre zu Graz Hemma (* 27. Juni 1844 in Klagenfurt; † 31. Juli 1867 in Wien), Tochter des Landesgerichtspräsidenten Eduard Ritter von Josch (28. Juli 1799 in Schwadorf; † 18. April 1874 in Graz), sodann am 19. Februar 1873 in Purgstall Paula Freiin Wittenbach von Rotten- und Thurnstein (* 2. Juli 1849 in Purgstall; † 11. Oktober 1918 in Wien). Beide Ehen blieben kinderlos.